# Benjamin Robert Haydon
Benjamin Robert Haydon (26 de gener de 1786 – 22 de juny de 1846) va ser un pintor anglès, especialitzat en grans pintures històriques. El seu èxit comercial es va veure perjudicat pel poc tacte que tenia amb els venedors i els patrocinadors i per l'enorme escala amb què preferia treballar. Va tenir problemes financers tota la seva vida i fins i tot va arribar a ser empresonat per deutes. Es va suïcidar el 1846.
Haydon nasquà a Plymouth, fíll únic der Benjamin Robert Haydon, un impressor pròsper.Amb les lectures d'Albinus s'afeccionà per l'anatomia.

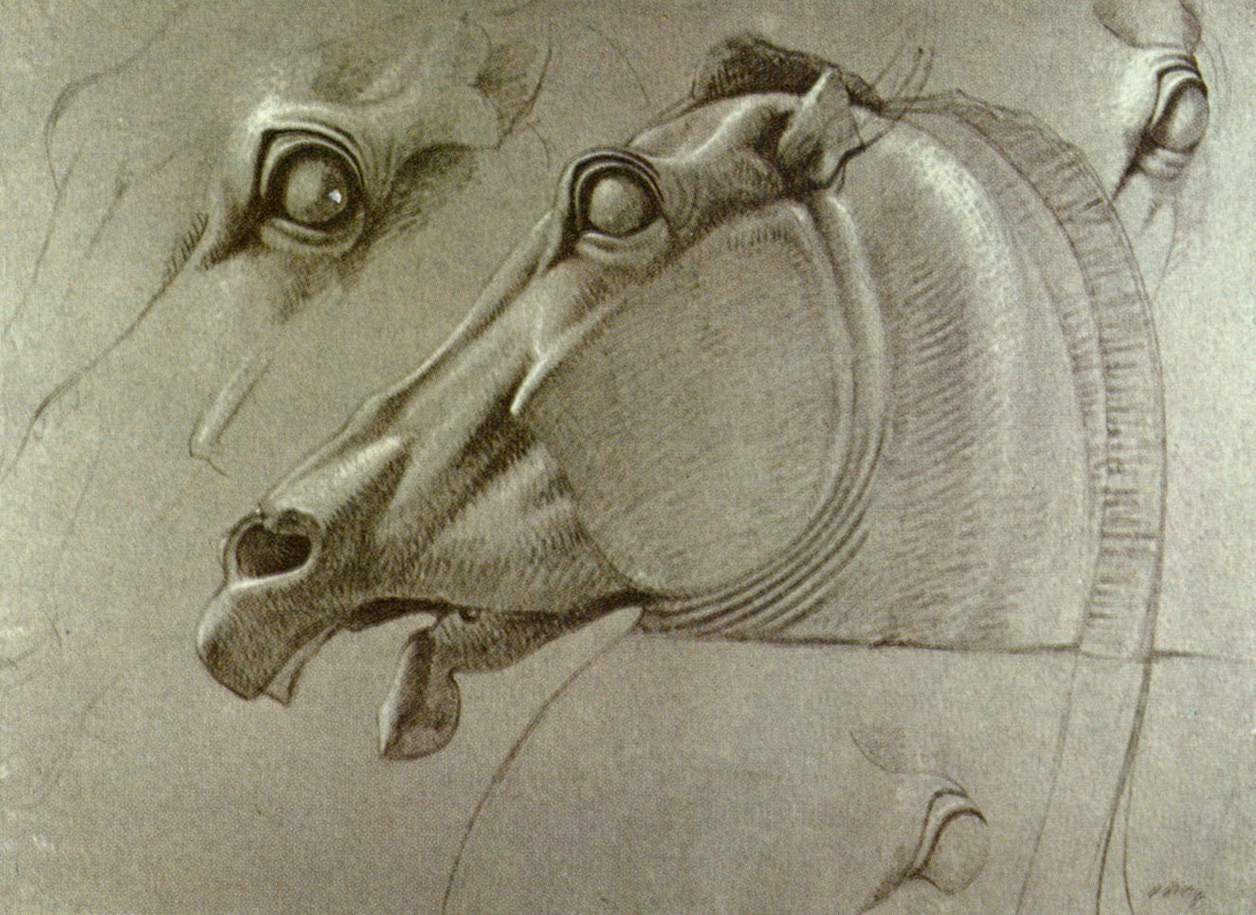
Cap del cavall de Selene, 1809. British Museum, London.

Als 21 anys Haydon exposà per primera vegada a la Royal Academy, The Repose in Egypt, que va ser comprat per Thomas Hope. Les seves dificultats financeres s'iniciaren l'any 1810.

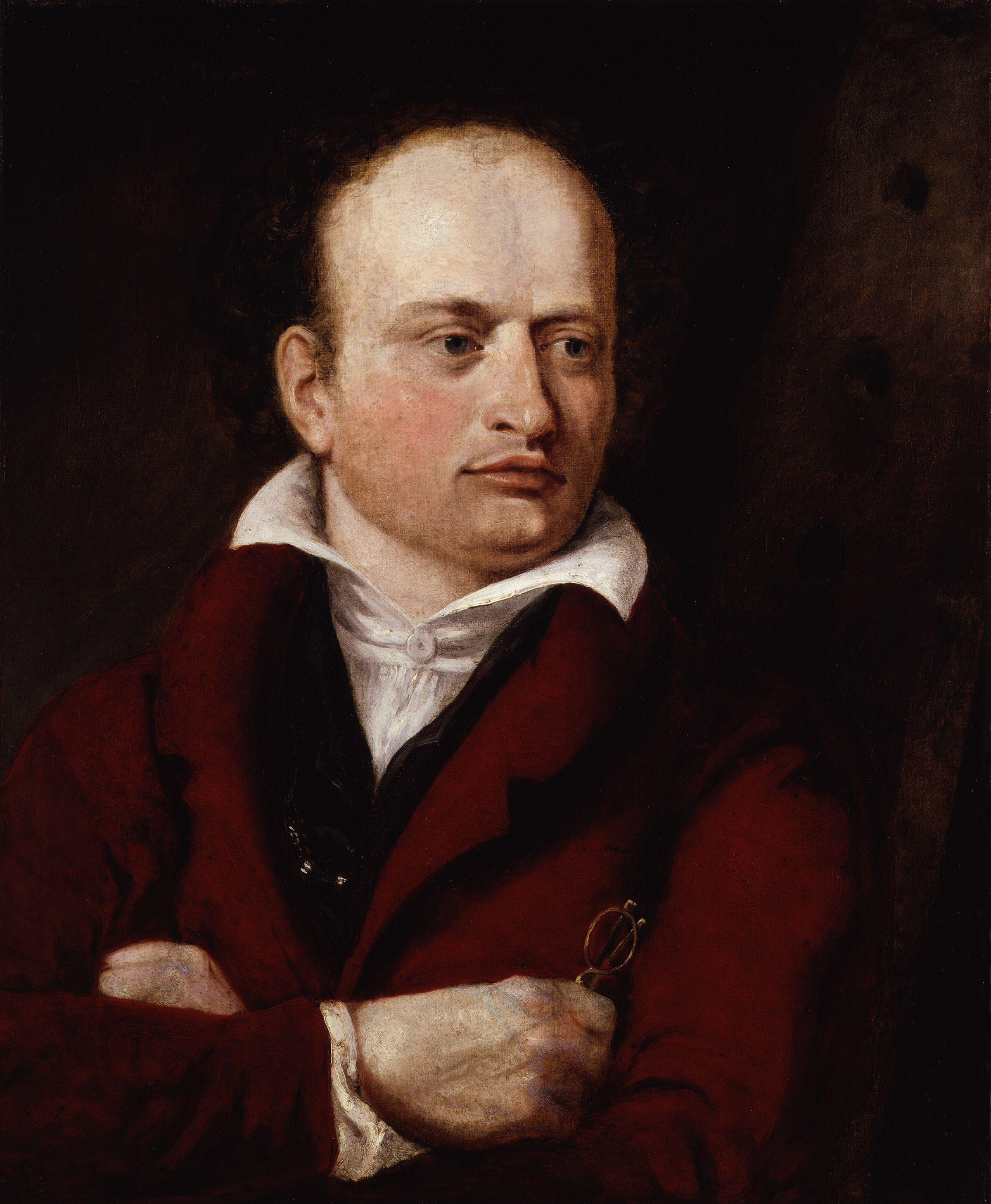
Retrat de Haydon per la seva deixeble Georgiana Margaretta Zornlin

El maig de 1814 visità París i el museu del Louvre.

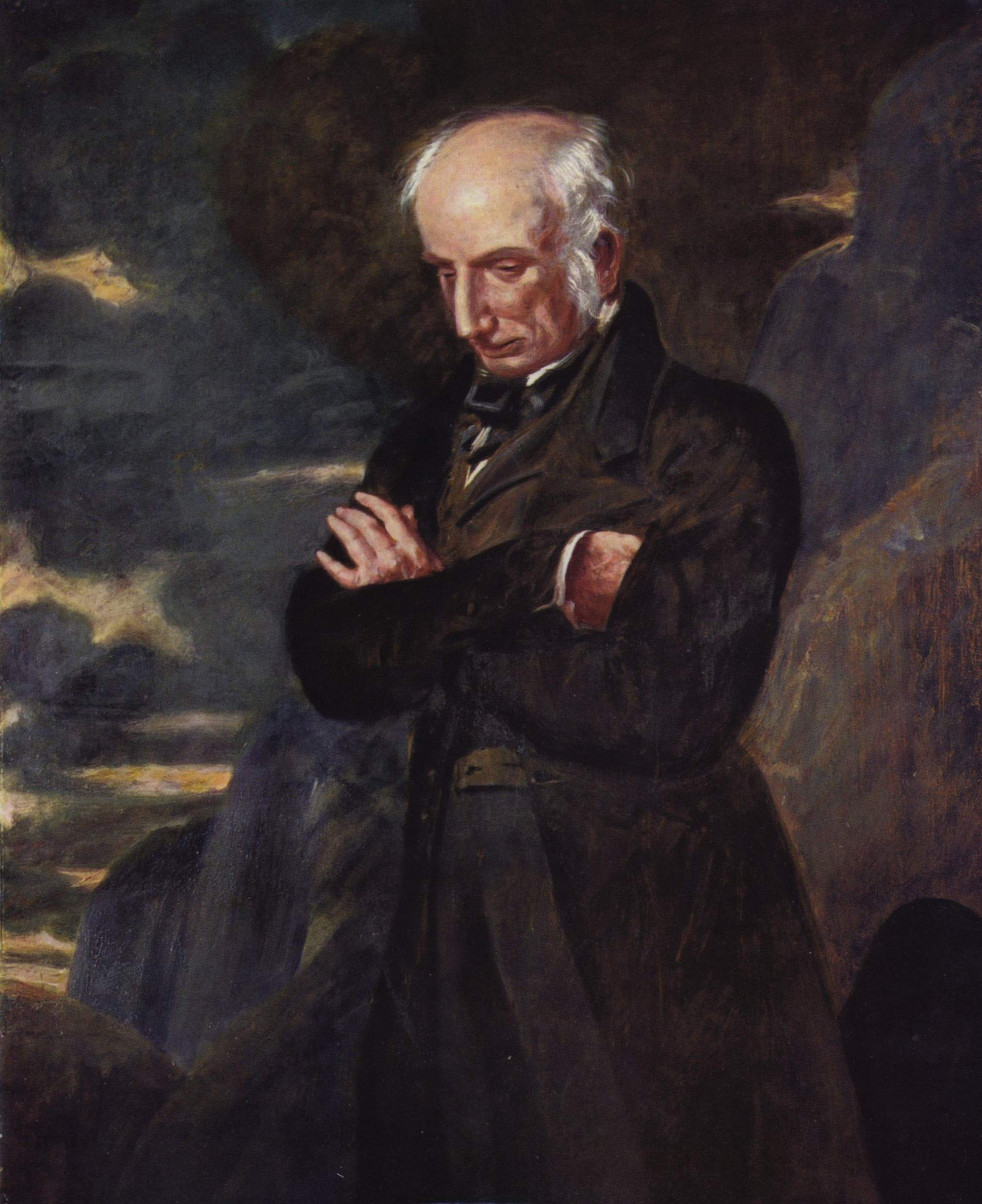
Retrat de William Wordsworth, 1842.

## Opinió de la crítica

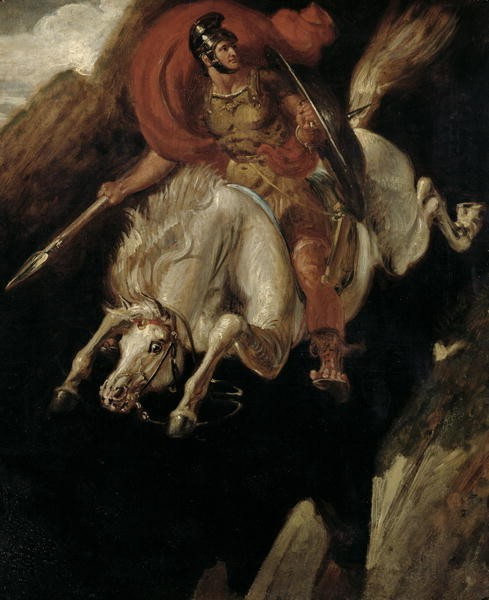
Curtius, un exemple de la pintura historica de Haydon

Charles Dickens va escriure sobre ell el 1846 que "Tota la seva vida, Haydon, s'havia equivocat amb la seva vocació."
John Keats va esmentar Haydon en diverses de les seves obres, incloent Addressed to Haydon (1816), To Haydon, i To Haydon with a Sonnet Written on Seeing the Elgin Marbles (1817).
En la pel·lículaMr. Turner de 2014, apareix el personatge de Haydon i les seves dificultats financeres.